# チワワ砂漠
チワワ砂漠（チワワさばく、英語: Chihuahuan desert、スペイン語: Desierto de Chihuahua）は、メキシコ北部からアメリカ合衆国南西部にかけて広がる砂漠およびエコリージョンである。テキサス州西部の大部分、ニューメキシコ州のリオ・グランデ川中流から下流の盆地およびペコス盆地、アリゾナ州南東部の一部分、およびメキシコ高原の中央部から北部にかけてを占める。西は西シエラ・マドレ山脈を境とし、東シエラ・マドレ山脈西北部の低地に沿っている。メキシコ側ではチワワ州の広大な領域を占め、コアウイラ州の一部、ドゥランゴ州北東部、サカテカス州北端、およびヌエボ・レオン州西部の小さな領域を覆っている。面積は約362,000平方キロメートルで、アメリカ州でパタゴニア砂漠に次いで2番目に広く、北アメリカでは最大の砂漠である。

## 地理

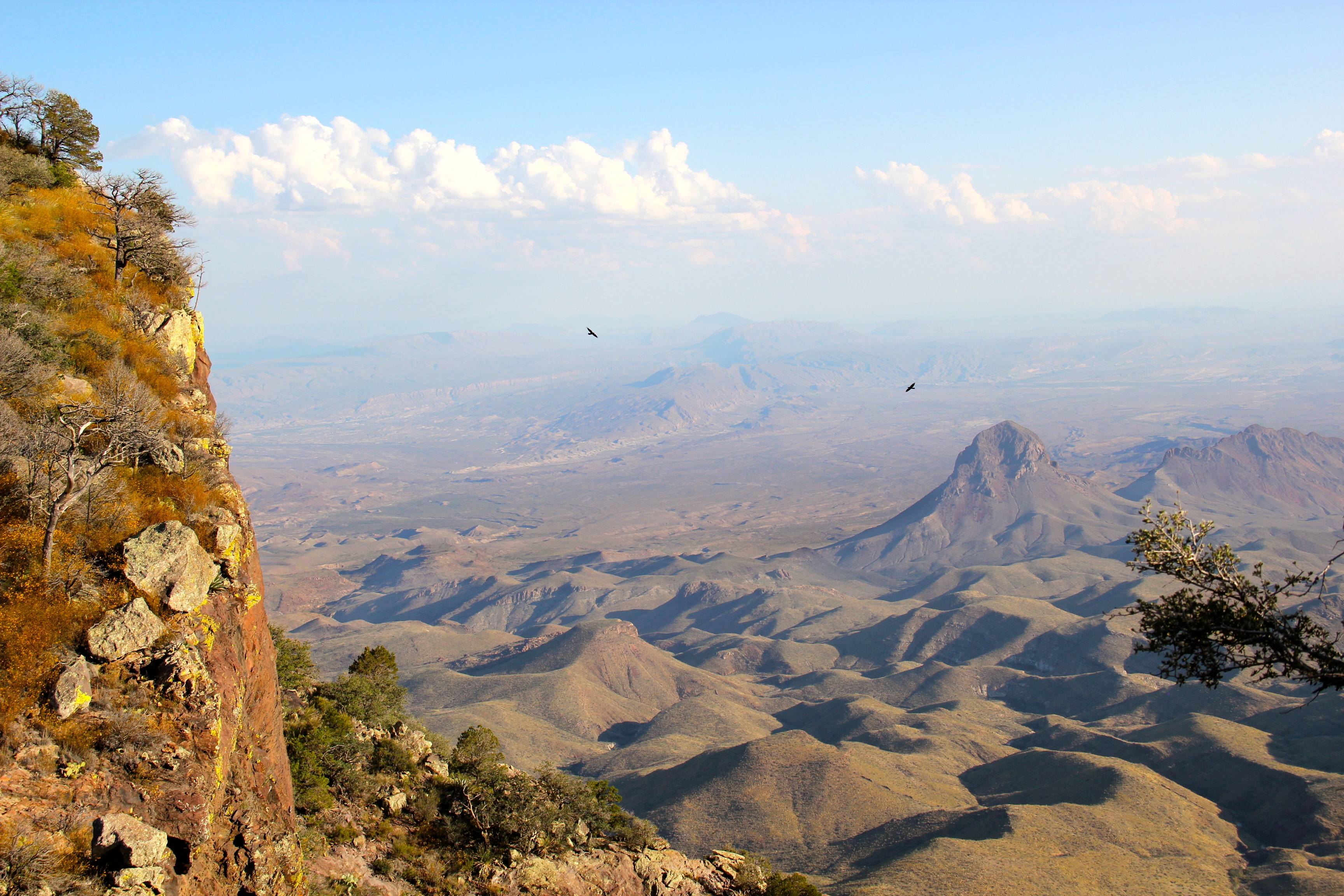
砂漠は数多くの山脈によって区切られた盆地から構成される

チワワ砂漠にはいくかの大きな山脈があり、そのうちには東シエラマドレ山脈、シエラ・デル・カルメン、オルガノス山脈、フランクリン山脈、サクラメント山脈、チソス山脈、グアダルーペ山脈、デービス山脈が含まれる。これらは砂漠に隣りあう、あるいは砂漠の中のより寒冷で湿潤な気候を持つスカイ・アイランドを構成し、これらの高地には針葉樹と広葉樹の両方の森林地帯が含まれる。厳密にはチワワ砂漠のエコリージョンの外になるが、サンディア＝マンザノ山脈南端部はこの地域の北端に近い。マグダレナ＝サン・マテオ山脈およびヒラ地域は低地においてチワワ砂漠と境をなす。
砂漠の中にはいくつかの都市部がある。最大の都市はシウダー・フアレスで、200万人近い人口がある。エコリージョン内の他の主要な都市にはチワワ、サルティーヨ、トレオンおよびアメリカ合衆国のエルパソ、ツーソン、ラスクルーセス、ロズウェルがある。モンテレイはメキシコのチワワ砂漠近くに位置しており、アメリカのアルバカーキも砂漠の数マイル北に位置する。
世界自然保護基金によると、チワワ砂漠は種の種類や固有種の多さという点において世界の砂漠のうちで生物学的にもっとも多様性に富んだ地域であるかもしれない。この地は主に放牧によってひどく破壊されている。多くの固有の草本植物などの種にかわり、今では過放牧と都市化にともなってメキシコハマビシ（クレオソート・ブッシュ、Larrea tridentata）やメスキートなどの木本植物が支配的になっている。かつて多数いたメキシコオオカミは絶滅に近い状態にあり、絶滅危惧種に含められている。

## 気候
チワワ砂漠は主に雨蔭砂漠であり、西に西シエラ・マドレ山脈、東に東シエラ・マドレ山脈という2つの主要な山脈にはさまれて、それぞれ太平洋とメキシコ湾からの湿気の大部分を遮断している。気候的には乾燥気候で、夏に唯一の雨季があるが、冬のはじめにも少し雨が降る。夏の雨は6月末から10月はじめにかけて、メキシコ湾の湿った空気がこの地域に及ぶ北アメリカ・モンスーンの時期に降る。西のソノラ砂漠と比較すると、内陸にあることと標高が高い（約600-1675メートル）ことにより、夏の気候はより穏やかであり（とは言っても6月の日中の気温は摂氏35度から40度にのぼる）、冬は涼しいか寒く、ときに霜がおりる。年間平均気温は摂氏約24度であるが、高度により違いがある。砂漠でもっとも暑くなるのは低地および盆地部である。冬の気候は南部より北部でより厳しく、吹雪になることもある。チワワ砂漠の年間平均降雨量は235ミリメートルで、150-400ミリほどの幅があるが、他の温暖砂漠エコリージョンよりも降雨量は多い。乾燥地帯の2⁄3ちかくは年間降雨量が225ミリから275ミリの間にある。標高の高い峰以外では降雪はまれである。チワワ砂漠は比較的新しく、砂漠になってから8000年ほどしかたっていない。

## 動植物

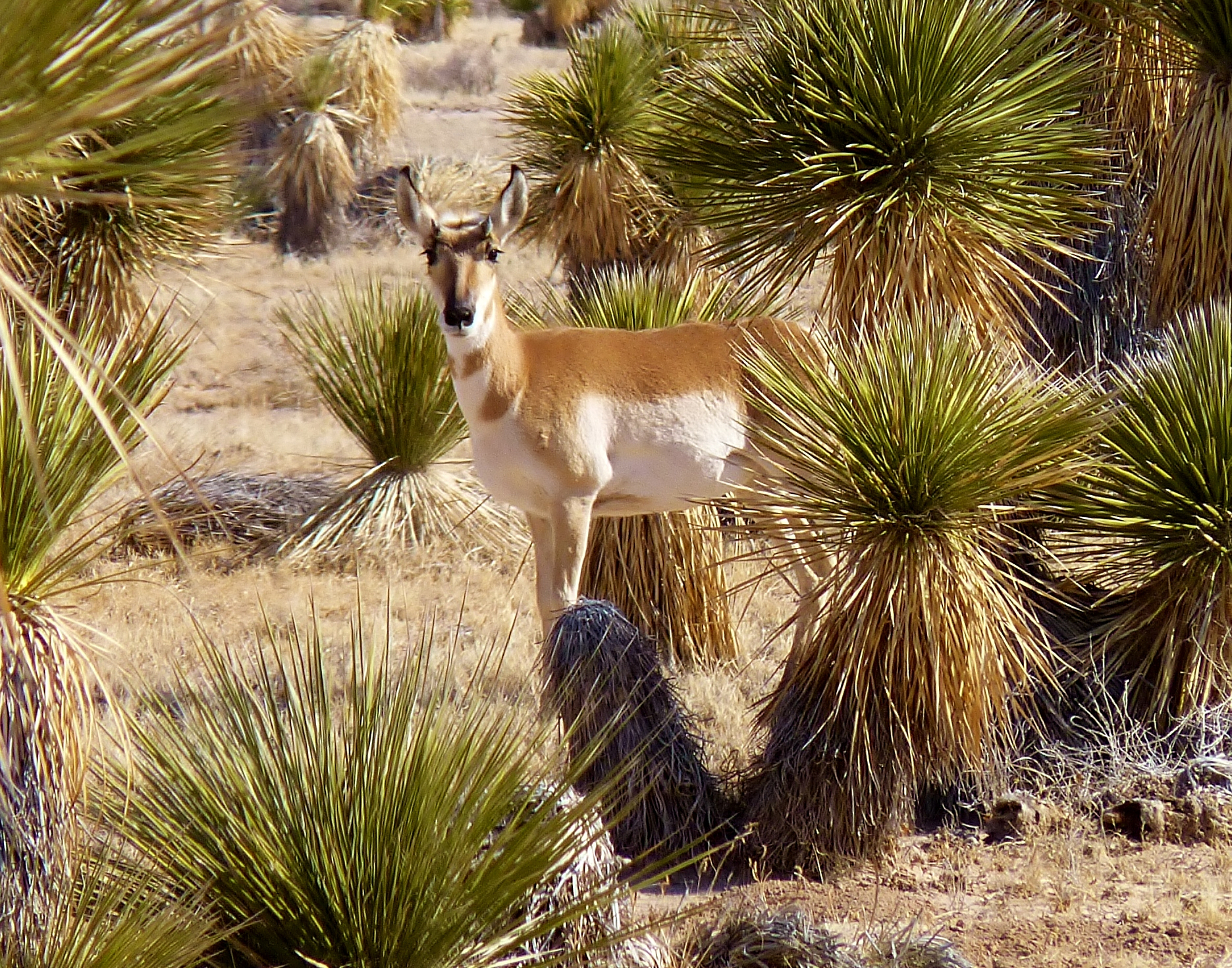
プロングホーンとレチュギヤはチワワ砂漠の在来種

主に砂漠と乾燥低木地帯、乾燥草原、シャパラルなどの生態系があり、低地には塩生植物のモザイク植生もある。リオ・グランデ川付近には森林や水辺植生がある。
メキシコハマビシ（Larrea tridentata）はチワワ砂漠の盆地内の砂の多い土地で支配的な植物である。それ以外の種は土壌、高度、土地の傾きなどの要素に依存して分布する。Acacia neovernicosaおよびタールブッシュ（Flourensia cernua）は北部で支配的で、西部の砂地ではPsorothamnus scopariusが支配的である。ユッカとオプンティアは中央の山麓に豊富に見られ、アリゾナ・レインボー・カクタス（Echinocereus polyacanthus）とFerocactus pilosusはアメリカ＝メキシコ国境附近に生育する。
草本植物のブッシュ・ミューリー（Muhlenbergia porteri）、ボウテロウア属（Bouteloua gracilis、Bouteloua breviseta、Bouteloua hirsuta）などは砂漠中の草原や近隣の西シエラマドレなどの山麓で支配的である。レチュギヤ（Agave lechuguilla）、ハニー・メスキート（Prosopis glandulosa）、Opuntia macrocentra、Echinocereus pectinatusはコアウイラ州西部で支配的な種である。オコティーヨ（Fouquieria splendens）、レチュギヤ、Yucca filiferaは砂漠の南東部でもっとも一般的に見られる。キャンデリラソウ、Mimosa zygophylla、Acacia glandulifera、レチュギヤは水はけのよい浅い地盤に見られる。東シエラマドレ山脈近くの低木はレチュギヤ、グアピージャ（Hechtia glomerata）、ササノユキ、ソトル（Dasylirion spp.）、バレータ（Helietta parvifolia）のみであるが、よく発達した階層構造には草本植物、マメ科、サボテン類が含まれる。
草原は砂漠の20%を占め、しばしば低木と草地がモザイクになっている。Aristida purpurea、Bouteloua eriopoda、Bouteloua curtipendulaが含まれる。初期のスペインの探検家は「馬の腹の高さ」の草を見たと報告しているが、おそらく低地のSporobolus wrightiiやPleuraphis muticaのことであろう。
砂漠にピューマ、ミュールジカ、カナダヅル、キットギツネ、メキシコゴファーガメ、Uma paraphygas、アメリカアナグマ、イヌワシなどの動物が生息している。
砂漠には米国のビッグ・ベンド生物圏保護区（テキサス州西部）、ホルナダ生物圏保護区（ニューメキシコ州のサン・アンドレス山脈一帯）とメキシコのマピミ生物圏保護区（ドゥランゴ州のマピミ盆地一帯）の3か所のユネスコの生物圏保護区がある。

### ギャラリー

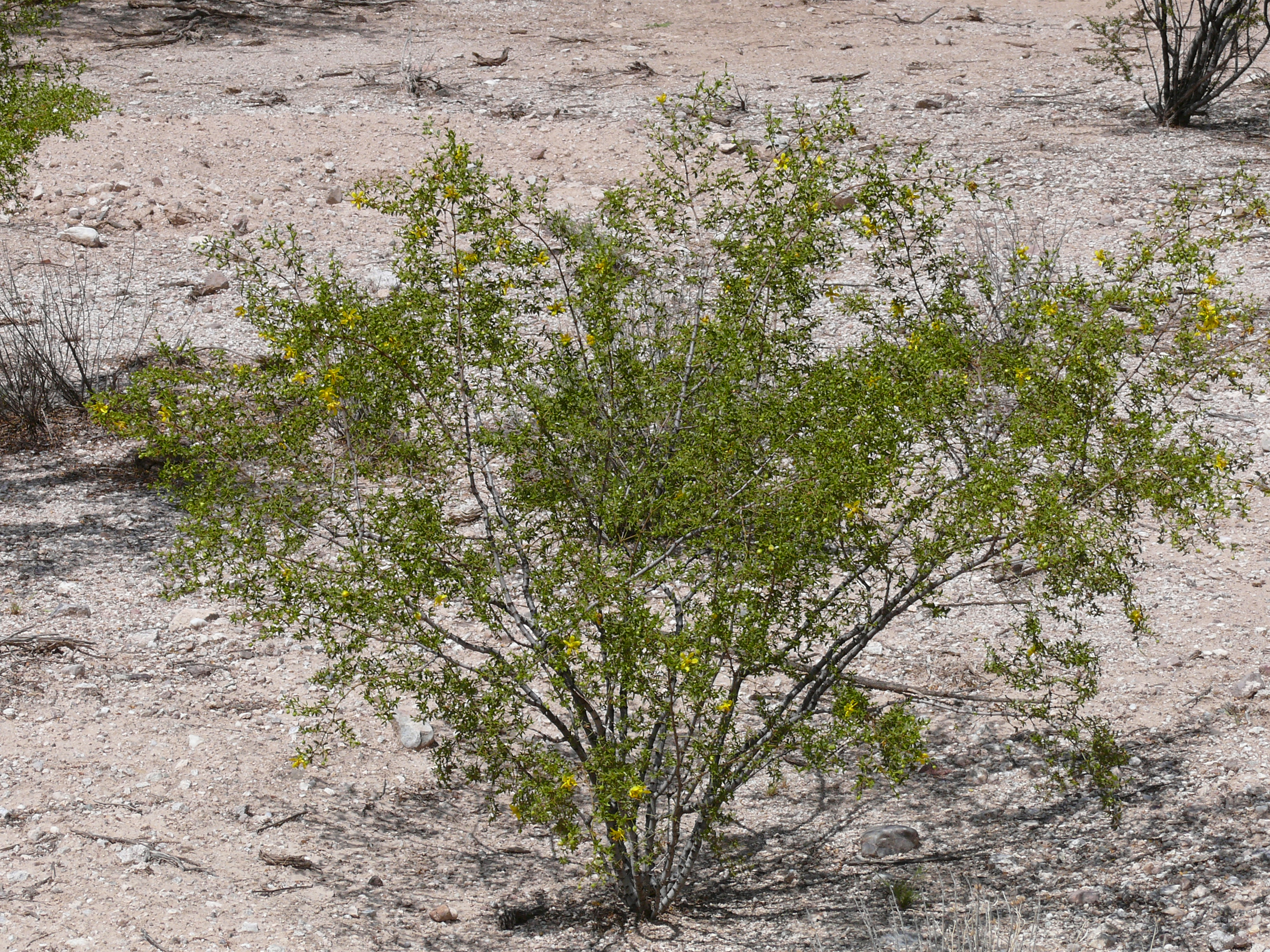
メキシコハマビシ（Larrea tridentata）の若木
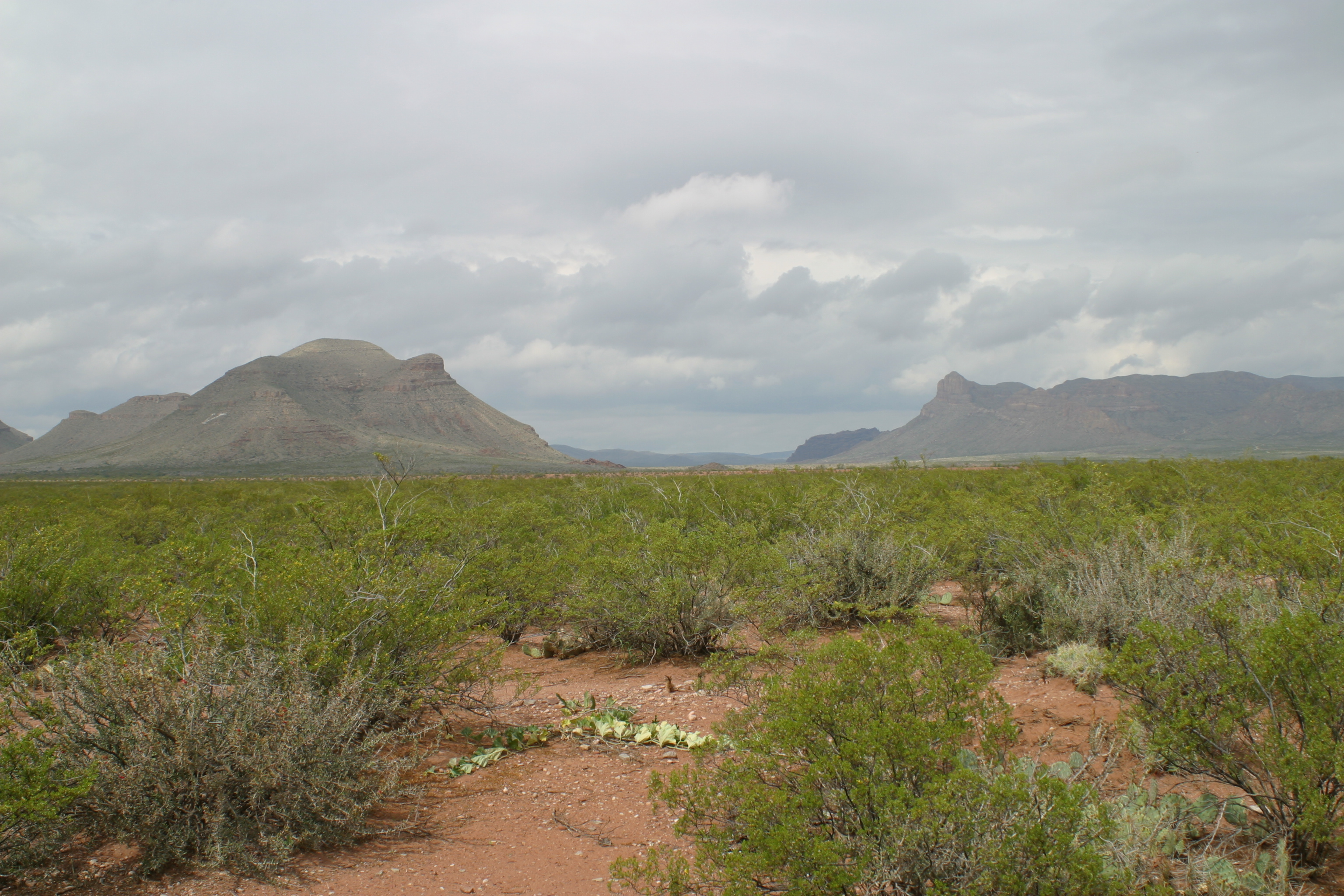
チワワ砂漠の典型的植物であるユッカ、メキシコハマビシ、メスキート
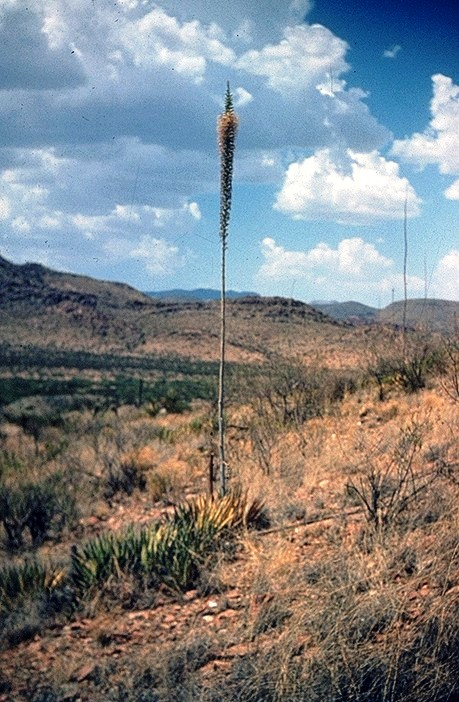
レチュギヤ（Agave lechuguilla）はチワワ砂漠の指標植物のひとつ